# Mistrovství světa ve fotbale hráčů do 20 let 1991
Mistrovství světa ve fotbale hráčů do 20 let 1991 bylo osmým ročníkem tohoto turnaje. Vítězem se stala portugalská fotbalová reprezentace do 20 let, která tak obhájila titul z minulého ročníku.

## Kvalifikace
Na turnaj se kvalifikovaly nejlepší týmy z jednotlivých kontinentálních mistrovství.
| - Afrika (CAF) - Egypt - Pobřeží slonoviny - Asie (AFC) - Jižní Korea - Sýrie - Severní, Střední Amerika a Karibik (CONCACAF) - Mexiko - Trinidad a Tobago - Jižní Amerika (CONMEBOL) - Argentina - Brazílie - Uruguay |  | - Evropa (UEFA) - Anglie - Irsko - Švédsko - Sovětský svaz - Španělsko - Oceánie (OFC) - Austrálie - Hostitel - Portugalsko |

## Základní skupiny

### Skupina A
| Tým         | B | Z | V | R | P | VG | IG | +/- |
| ----------- | - | - | - | - | - | -- | -- | --- |
| Portugalsko | 6 | 3 | 3 | 0 | 0 | 6  | 0  | +6  |
| Jižní Korea | 3 | 3 | 1 | 1 | 1 | 2  | 2  | 0   |
| Irsko       | 2 | 3 | 0 | 2 | 1 | 3  | 5  | -2  |
| Argentina   | 1 | 3 | 0 | 1 | 2 | 2  | 6  | -4  |

| 14. června 1991 21:00      |          |       |                                                                               |
| Portugalsko                | 2:0      | Irsko | Estádio das Antas, Porto diváci: 65 000 rozhodčí: Pierluigi Pairetto (Itálie) |
| João Pinto 17' Capucho 78' | (Report) |       | Estádio das Antas, Porto diváci: 65 000 rozhodčí: Pierluigi Pairetto (Itálie) |

| 15. června 1991 19:00 |          |                 |                                                                           |
| Argentina             | 0:1      | Jižní Korea     | Estádio da Luz, Lisabon diváci: 2 000 rozhodčí: Ernesto Filippi (Uruguay) |
|                       | (Report) | Cho In-Chol 88' | Estádio da Luz, Lisabon diváci: 2 000 rozhodčí: Ernesto Filippi (Uruguay) |

| 17. června 1991 19:00 |          |               |                                                                         |
| Irsko                 | 1:1      | Jižní Korea   | Estádio da Luz, Lisabon diváci: 5 500 rozhodčí: Robert Sawtell (Kanada) |
| McCarthy 58'          | (Report) | Choi Chol 89' | Estádio da Luz, Lisabon diváci: 5 500 rozhodčí: Robert Sawtell (Kanada) |

| 17. června 1991 21:30             |          |           |                                                                        |
| Portugalsko                       | 3:0      | Argentina | Estádio da Luz, Lisabon diváci: 60 000 rozhodčí: Guy Goethals (Belgie) |
| Gil 56' Paulo Torres 80' Toni 86' | (Report) |           | Estádio da Luz, Lisabon diváci: 60 000 rozhodčí: Guy Goethals (Belgie) |

| 20. června 1991 19:00 |          |                               |                                                                       |
| Irsko                 | 2:2      | Argentina                     | Estádio da Luz, Lisabon diváci: 38 000 rozhodčí: Raúl Domínguez (USA) |
| O'Connor 9' Byrne 63' | (Report) | Delgado 55' Molina 57' (pen.) | Estádio da Luz, Lisabon diváci: 38 000 rozhodčí: Raúl Domínguez (USA) |

| 20. června 1991 21:30 |          |             |                                                                              |
| Portugalsko           | 1:0      | Jižní Korea | Estádio da Luz, Lisabon diváci: 38 000 rozhodčí: Enrique Marín Gallo (Chile) |
| Paulo Torres 42'      | (Report) |             | Estádio da Luz, Lisabon diváci: 38 000 rozhodčí: Enrique Marín Gallo (Chile) |

### Skupina B
| Tým               | B | Z | V | R | P | VG | IG | +/- |
| ----------------- | - | - | - | - | - | -- | -- | --- |
| Brazílie          | 5 | 3 | 2 | 1 | 0 | 6  | 3  | +3  |
| Mexiko            | 4 | 3 | 1 | 2 | 0 | 6  | 3  | +3  |
| Švédsko           | 2 | 3 | 1 | 0 | 2 | 4  | 6  | -2  |
| Pobřeží slonoviny | 1 | 3 | 0 | 1 | 2 | 3  | 7  | -4  |

| 15. června 1991 19:00                      |          |         |                                                                            |
| Mexiko                                     | 3:0      | Švédsko | Estádio das Antas, Porto diváci: 2 000 rozhodčí: Kiichiro Tachi (Japonsko) |
| Hernández 20' Pineda 51' Álvarez Arcos 64' | (Report) |         | Estádio das Antas, Porto diváci: 2 000 rozhodčí: Kiichiro Tachi (Japonsko) |

| 15. června 1991 21:30        |          |                   |                                                                          |
| Brazílie                     | 2:1      | Pobřeží slonoviny | Estádio das Antas, Porto diváci: 8 000 rozhodčí: Ryszard Wojcik (Polsko) |
| Andrei 29' Luíz Fernando 79' | (Report) | Tiehi 48'         | Estádio das Antas, Porto diváci: 8 000 rozhodčí: Ryszard Wojcik (Polsko) |

| 17. června 1991 19:00             |          |                 |                                                                                |
| Brazílie                          | 2:2      | Mexiko          | Estádio das Antas, Porto diváci: 3 500 rozhodčí: Leslie Irvine (Severní Irsko) |
| Paulo Nunes 18' Luíz Fernando 45' | (Report) | Pineda 57', 67' | Estádio das Antas, Porto diváci: 3 500 rozhodčí: Leslie Irvine (Severní Irsko) |

| 18. června 1991 19:00 |          |                                         |                                                                                           |
| Pobřeží slonoviny     | 1:4      | Švédsko                                 | Estádio das Antas, Porto diváci: 1 500 rozhodčí: João Martins Pinto Correia (Portugalsko) |
| Mambo 64' (pen.)      | (Report) | Rodlund 13' Bild 23', 46' Andersson 87' | Estádio das Antas, Porto diváci: 1 500 rozhodčí: João Martins Pinto Correia (Portugalsko) |

| 20. června 1991 19:00 |          |            |                                                                                        |
| Pobřeží slonoviny     | 1:1      | Mexiko     | Estádio das Antas, Porto diváci: 4 000 rozhodčí: Ali Bujsaim (Spojené arabské emiráty) |
| Seri 79'              | (Report) | Pineda 83' | Estádio das Antas, Porto diváci: 4 000 rozhodčí: Ali Bujsaim (Spojené arabské emiráty) |

| 20. června 1991 21:30     |          |         |                                                                              |
| Brazílie                  | 2:0      | Švédsko | Estádio das Antas, Porto diváci: 4 000 rozhodčí: Pierluigi Pairetto (Itálie) |
| Paulo Nunes 29' Élber 78' | (Report) |         | Estádio das Antas, Porto diváci: 4 000 rozhodčí: Pierluigi Pairetto (Itálie) |

### Skupina C
| Tým               | B | Z | V | R | P | VG | IG | +/- |
| ----------------- | - | - | - | - | - | -- | -- | --- |
| Austrálie         | 6 | 3 | 3 | 0 | 0 | 4  | 0  | +4  |
| Sovětský svaz     | 4 | 3 | 2 | 0 | 1 | 5  | 1  | +4  |
| Egypt             | 2 | 3 | 1 | 0 | 2 | 6  | 2  | +4  |
| Trinidad a Tobago | 0 | 3 | 0 | 0 | 3 | 0  | 12 | -12 |

| 15. června 1991 19:30 |          |                   |                                                                                       |
| Trinidad a Tobago     | 0:2      | Austrálie         | Estádio Primeiro de Maio, Braga diváci: 1 720 rozhodčí: Alberto Tejada Noriega (Peru) |
|                       | (Report) | Okon 52' Seal 76' | Estádio Primeiro de Maio, Braga diváci: 1 720 rozhodčí: Alberto Tejada Noriega (Peru) |

| 16. června 1991 17:00 |          |               | |
| Egypt                 | 0:1      | Sovětský svaz | Estádio D. Afonso Henriques, Guimarães diváci: 5 680 rozhodčí: Juan Pablo Escobar López (Guatemala) |
|                       | (Report) | Šerbakov 6'   | Estádio D. Afonso Henriques, Guimarães diváci: 5 680 rozhodčí: Juan Pablo Escobar López (Guatemala) |

| 18. června 1991 19:30 |          |                                                                                  |                                                                            |
| Trinidad a Tobago     | 0:6      | Egypt                                                                            | Estádio Primeiro de Maio, Braga diváci: 10 000 rozhodčí: Wei Jihong (Čína) |
|                       | (Report) | Hussein 8' Sadek 24' Abdel Halil Ismail 36' Sakr 60' Sheshini 79' Abdel Aziz 82' | Estádio Primeiro de Maio, Braga diváci: 10 000 rozhodčí: Wei Jihong (Čína) |

| 18. června 1991 21:30 |          |               |                                                                                    |
| Austrálie             | 1:0      | Sovětský svaz | Estádio Primeiro de Maio, Braga diváci: 10 000 rozhodčí: Bernd Heynemann (Německo) |
| Maloney 21'           | (Report) |               | Estádio Primeiro de Maio, Braga diváci: 10 000 rozhodčí: Bernd Heynemann (Německo) |

| 20. června 1991 17:00 |          |       |                                                                                               |
| Austrálie             | 1:0      | Egypt | Estádio D. Afonso Henriques, Guimarães diváci: 8 800 rozhodčí: Francisco Lamolina (Argentina) |
| Trajanovski 43'       | (Report) |       | Estádio D. Afonso Henriques, Guimarães diváci: 8 800 rozhodčí: Francisco Lamolina (Argentina) |

| 20. června 1991 19:30 |          |                                                           |                                                                                          |
| Trinidad a Tobago     | 0:4      | Sovětský svaz                                             | Estádio D. Afonso Henriques, Guimarães diváci: 8 800 rozhodčí: Idrissa Sarr (Mauritánie) |
|                       | (Report) | Pochlebajev 9' Konovalov 15' Michajlenko 22' Šerbakov 35' | Estádio D. Afonso Henriques, Guimarães diváci: 8 800 rozhodčí: Idrissa Sarr (Mauritánie) |

### Skupina D
| Tým       | B | Z | V | R | P | VG | IG | +/- |
| --------- | - | - | - | - | - | -- | -- | --- |
| Španělsko | 5 | 3 | 2 | 1 | 0 | 7  | 0  | +7  |
| Sýrie     | 4 | 3 | 1 | 2 | 0 | 4  | 3  | +1  |
| Anglie    | 2 | 3 | 0 | 2 | 1 | 3  | 4  | -1  |
| Uruguay   | 1 | 3 | 0 | 1 | 2 | 0  | 7  | -7  |

| 15. června 1991 19:30 |          |           |                                                                                |
| Anglie                | 0:1      | Španělsko | Estádio de São Luís, Faro diváci: 11 500 rozhodčí: Renato Marsiglia (Brazílie) |
|                       | (Report) | Pier 84'  | Estádio de São Luís, Faro diváci: 11 500 rozhodčí: Renato Marsiglia (Brazílie) |

| 16. června 1991 19:00 |          |         |                                                                        |
| Sýrie                 | 1:0      | Uruguay | Estádio de São Luís, Faro diváci: 5 500 rozhodčí: Alhagi Faye (Gambie) |
| Ramadan 57'           | (Report) |         | Estádio de São Luís, Faro diváci: 5 500 rozhodčí: Alhagi Faye (Gambie) |

| 18. června 1991 19:00                                         |          |         |                                                                              |
| Španělsko                                                     | 6:0      | Uruguay | Estádio de São Luís, Faro diváci: 11 500 rozhodčí: Daniel Roduit (Švýcarsko) |
| Pier 10' (pen.), 34' Urzáiz 22', 75', 80' (pen.) Mauricio 36' | (Report) |         | Estádio de São Luís, Faro diváci: 11 500 rozhodčí: Daniel Roduit (Švýcarsko) |

| 18. června 1991 21:30     |          |                                |                                                                               |
| Anglie                    | 3:3      | Sýrie                          | Estádio de São Luís, Faro diváci: 11 500 rozhodčí: John McConnell (Austrálie) |
| Allen 12' Awford 69', 84' | (Report) | Ramadan 18' Awad 27' Helou 65' | Estádio de São Luís, Faro diváci: 11 500 rozhodčí: John McConnell (Austrálie) |

| 20. června 1991 19:00 |          |       |                                                                                 |
| Španělsko             | 0:0      | Sýrie | Estádio de São Luís, Faro diváci: 5 000 rozhodčí: Leslie Irvine (Severní Irsko) |
|                       | (Report) |       | Estádio de São Luís, Faro diváci: 5 000 rozhodčí: Leslie Irvine (Severní Irsko) |

| 20. června 1991 21:30 |          |         |                                                                          |
| Anglie                | 0:0      | Uruguay | Estádio de São Luís, Faro diváci: 5 000 rozhodčí: Sándor Puhl (Maďarsko) |
|                       | (Report) |         | Estádio de São Luís, Faro diváci: 5 000 rozhodčí: Sándor Puhl (Maďarsko) |

## Play off

### Čtvrtfinále
| 22. června 1991 18:30            |              |             |                                                                          |
| Portugalsko                      | 2:1 (prodl.) | Mexiko      | Estádio da Luz, Lisabon diváci: 90 000 rozhodčí: Ryszard Wojcik (Polsko) |
| Paulo Torres 3' (pen.) Toni 101' | (Report)     | Mendoza 35' | Estádio da Luz, Lisabon diváci: 90 000 rozhodčí: Ryszard Wojcik (Polsko) |

| 22. června 1991 21:30                        |          |               |                                                                         |
| Brazílie                                     | 5:1      | Jižní Korea   | Estádio das Antas, Porto diváci: 25 000 rozhodčí: Guy Goethals (Belgie) |
| Marquinhos 15' Élber 41', 67' Djair 47', 53' | (Report) | Choi Chol 40' | Estádio das Antas, Porto diváci: 25 000 rozhodčí: Guy Goethals (Belgie) |

| 23. června 1991 17:00 |                         |           |                                                                                      |
| Austrálie             | 1:1 (prodl.) (5:4 pen.) | Sýrie     | Estádio Primeiro de Maio, Braga diváci: 10 000 rozhodčí: Renato Marsiglia (Brazílie) |
| Seal 20'              | (Report)                | Mando 56' | Estádio Primeiro de Maio, Braga diváci: 10 000 rozhodčí: Renato Marsiglia (Brazílie) |

| 23. června 1991 21:30 |          |                                |                                                                                   |
| Španělsko             | 1:3      | Sovětský svaz                  | Estádio de São Luís, Faro diváci: 13 000 rozhodčí: Francisco Lamolina (Argentina) |
| Urzáiz 85'            | (Report) | Šerbakov 35', 64' Mandreko 80' | Estádio de São Luís, Faro diváci: 13 000 rozhodčí: Francisco Lamolina (Argentina) |

### Semifinále
| 26. června 1991 18:30               |          |               |                                                                                      |
| Brazílie                            | 3:0      | Sovětský svaz | Estádio D. Afonso Henriques, Guimarães diváci: 22 000 rozhodčí: Raúl Domínguez (USA) |
| Marquinhos 15' Castro 18' Élber 32' | (Report) |               | Estádio D. Afonso Henriques, Guimarães diváci: 22 000 rozhodčí: Raúl Domínguez (USA) |

| 26. června 1991 21:30 |          |           |                                                                          |
| Portugalsko           | 1:0      | Austrálie | Estádio da Luz, Lisabon diváci: 112 000 rozhodčí: Sándor Puhl (Maďarsko) |
| Rui Costa 31'         | (Report) |           | Estádio da Luz, Lisabon diváci: 112 000 rozhodčí: Sándor Puhl (Maďarsko) |

### O 3. místo
| 29. června 1991 21:30 |                         |                     |                                                                            |
| Austrálie             | 1:1 (prodl.) (4:5 pen.) | Sovětský svaz       | Estádio das Antas, Porto diváci: 6 000 rozhodčí: Idrissa Sarr (Mauritánie) |
| Seal 87'              | (Report)                | Šerbakov 39' (pen.) | Estádio das Antas, Porto diváci: 6 000 rozhodčí: Idrissa Sarr (Mauritánie) |

### Finále
| 30. června 1991 19:00 |                         |          |                                                                                  |
| Portugalsko           | 0:0 (prodl.) (4:2 pen.) | Brazílie | Estádio da Luz, Lisabon diváci: 127 000 rozhodčí: Francisco Lamolina (Argentina) |
|                       | (Report)                |          | Estádio da Luz, Lisabon diváci: 127 000 rozhodčí: Francisco Lamolina (Argentina) |

## Vítěz
| Mistrovství světa ve fotbale hráčů do 20 let 1991 Portugalsko (2.titul) Fernando Brassard • Gil • Luís Figo • Emílio Peixe • Rui Costa • Jorge Costa • Abel Xavier • Paulo Torres • Luis Miguel • Nélson • Rui Bento • Tó Ferreira • Capucho • João Vieira Pinto • Tulipa • Cao • João Oliveira Pinto • Toni |